# Walter Kalischnig
Walter Kalischnig (Celje, 28 april 1926) is een Sloveens-Nederlands componist, dirigent, arrangeur en muzikant. Voor bepaalde werken gebruikt hij de pseudoniemen: Vic Lingo en Frank Bolina.

## Levensloop
Kalischnig kwam in 1945 naar Graz, waar hij muziek studeerde en als muzikant in de Engelse club werkte in diverse dans- en amusementsorkesten (van Horst Winter en Franz Reinisch) speelde. In 1949 vertrok hij naar Zwitserland en studeerde aldaar aan de Hochschule für Musik und Theater Zürich, maar hij werkte eveneens als muzikant in dansorkesten. In 1953 kwam hij naar Nederland. Als dirigent en leider van amusementsorkesten werkte hij in Amsterdam en Scheveningen. In 1958 verhuisde hij naar Den Haag en in 1960 naar Hilversum. In 1970 werd hij in Nederland genaturaliseerd. Van 1970 tot 1984 
was hij als geluidsingenieur bij radio Hilversum werkzaam. 
In 1982 richtte hij het Novelty Sound Orchestra op en werd hun dirigent.
Naast zijn werkzaamheden als dirigent en geluidsingeneur was hij bezig als arrangeur - onder anderen voor de NCRV jeugdserie Orimoa alsook Regen en wind van de VARA - en als componist. In deze periode schreef hij meer dan 200 arrangementen voor de amusementsorkesten/bigbands van Franz Thon en Erwin Lehn. 

## Composities

### Werken voor orkest
- 1967 Jumping frog
- 1968 At Last
- 1968 Bostella
- 1968 Just Relax
- 1969 All's well Mademoiselle, voor zangstem(men) en orkest
- 1969 Lover Man, voor zangstem(men) en orkest
- 1969 Sometimes I feel like, voor zangstem, gemengd koor en orkest
- 1971 Amoureux
- 1974 Midnight Blues, voor twee trompetten en orkest
- 1978 Ik ben een kleine zigeunerin, voor zangstem(men) en orkest
- 1979 Leise, ganz leise (Da draußen in duftigen Gärten)
- 1980 "'k heb mijn wagen volgeladen", voor zangstem(men) en orkest
- 1980 Anne Marieken, voor zangstem(men) en orkest
- 1980 Daar was een wuf die spon
- 1983 Als geblüht der Kirschbaum (Lied der Kurfürsten), voor zangstem(men) en orkest
- Dream of love
- Du schönes Wien, wals-intermezzo
- First date
- Ja die Welt ist wunderschön
- King size
- Meisje aus Amsterdam Walzer
- Walter's pen

### Werken voor harmonie- of fanfareorkest
- 1980 Band on Parade
- 1983 Happy and Blue
- 1985 Paso doble Flamenco
- 1987 A Trip to Romance
- Continental Concerto, voor piano en harmonieorkest[3]
- Great Classics - Vol. 1
- Great Classics - Vol. 2
- Memories of the Sixties
- World Favorites  nr. 1
- World Favorites  nr. 2

### Werken voor bigband
- Blue room, Bounce

### Vocale muziek

#### Liederen
- 1968 Bella vista Latin-Beat, samba voor zangstem en piano

### Werken voor piano
- 1968 Just relax!, Bounce
- 1968 Purple Dream, langzame wals